# Relitto di Procchio
Il relitto di Procchio rappresenta, per la particolarità delle merci rinvenute, uno dei più importanti relitti navali dell'età romana.

## Storia e descrizione
Il relitto era noto almeno dagli inizi del XX secolo, ma la sua identificazione archeologica è avvenuta il 29 maggio 1967 ad opera di Gino Brambilla (ispettore onorario della Soprintendenza archeologica), su segnalazione del pescatore Elio Mazzei. La piccola nave, il cui naufragio avvenne intorno al 190 d.C. nel settore orientale della spiaggia (località Campo all'Aia - La Spiaggiola) a soli 2 metri di profondità, conteneva merci eterogenee tra cui calici in vetro ed oro zecchino con appliques vitree a forma di conchiglia (Pecten), il manico criselefantino di un coltello dionisiaco raffigurante Dioniso e Pan, una cassetta lignea contenente huntite o magnesia usta (sostanza biancastra usata nella cosmesi), una lucerna con il bollo del produttore Caio Giunio Alessio («IVNI ALEXI»), un mortaio con il timbro «...ELIAS», blocchi di zolfo siciliano con impresso il nome Modesto («[M]ODEST[I]») e anfore vinarie galliche di forma Gauloise 4. 
Il relitto era noto, sino alla metà del XX secolo, come Nave di Tacca, dal soprannome del presunto proprietario; i blocchi di zolfo contenuti nella stiva, in passato, sono stati prelevati per la disinfestazione contro la fillossera nei vigneti della zona.
I primi recuperi del 1967, durati circa due settimane, avvennero ad opera del Circolo Subacquei Teseo Tesei di Portoferraio, sotto la direzione dell'archeologo Giorgio Monaco e dell'ingegnere Alessandro Fioravanti. La base operativa fu allestita in tre tende poste sulla spiaggia di fronte al relitto.
I preziosi materiali rinvenuti nel relitto sono esposti nel Museo archeologico di Marciana.

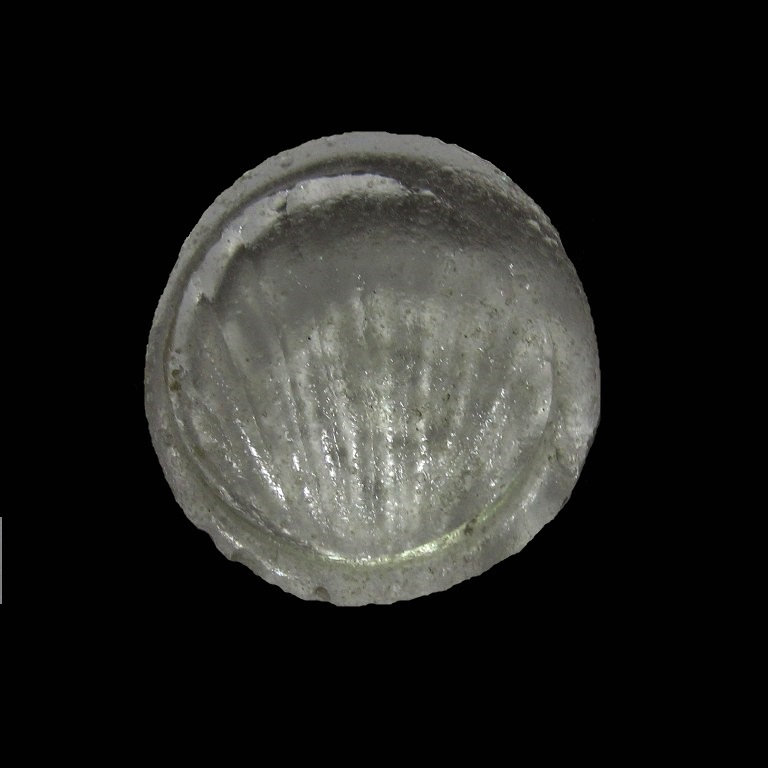
Una delle numerose appliques di calice vitreo (Museo archeologico di Marciana)
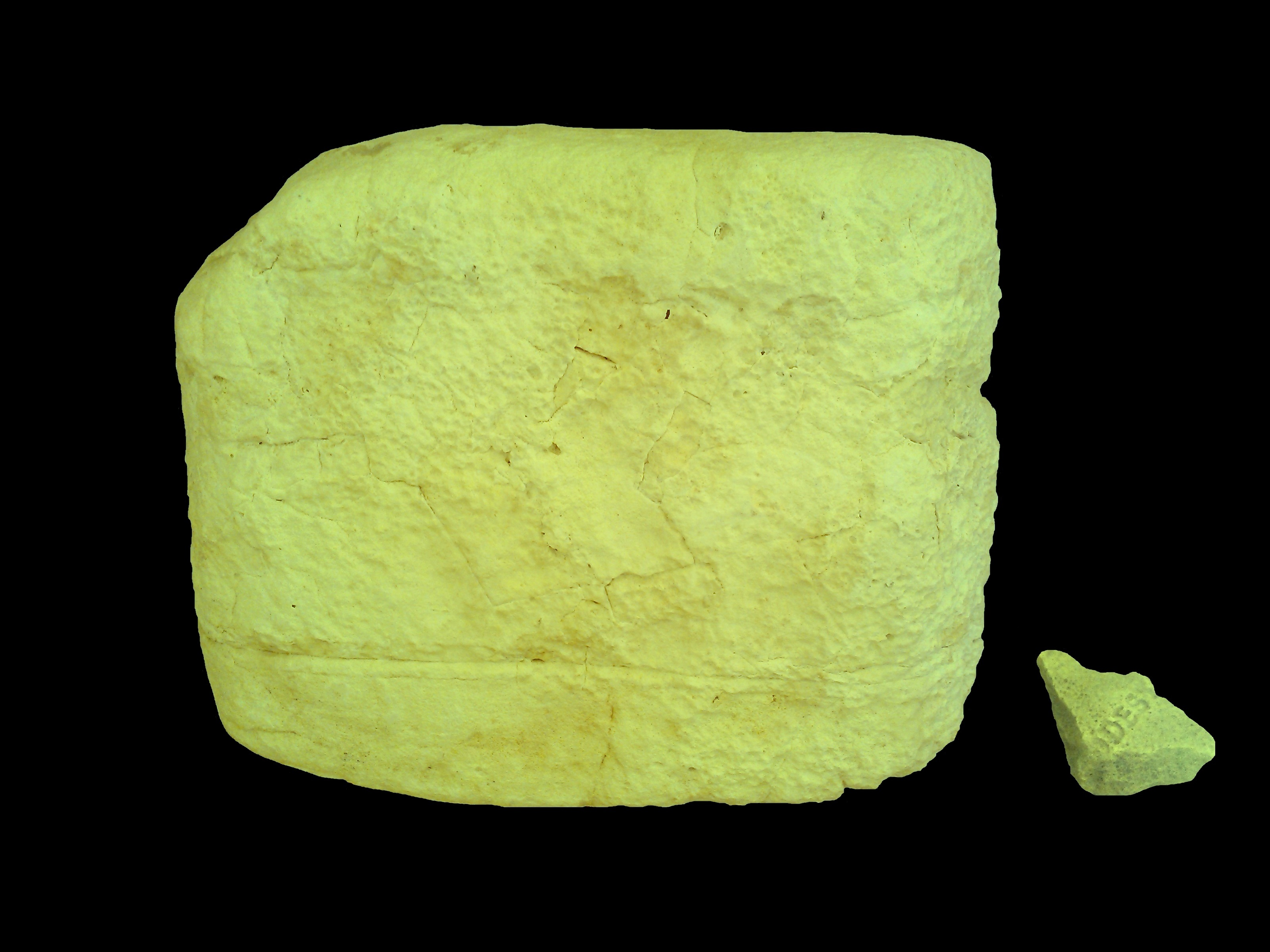
Blocco di zolfo proveniente dal relitto (Museo archeologico di Marciana)